# Lasse Spang Olsen
Lasse Spang Olsen, född 23 april 1965, är en dansk regissör.
Lasse Spang Olsen började som stuntkoordinator, men började senare att regissera sina egna filmer.

## Filmografi

### Regi
- Operation Cobra (film) (1995)
- Davids bog (1996)
- I Kina käkar dom hundar (1999)
- Jolly Roger (2001)
- Gamla män i nya bilar (2002)
- Inkasso (2004)
- Den gode strømer (2004)
- Den Sorte Madonna (2007)

### Manusförfattare
- Jolly Roger (2001)
- Den gode strømer (2004)